# Stekelrugje
Het stekelrugje (Cercidia prominens) is een spinnensoort in de taxonomische indeling van de wielwebspinnen (Araneidae).
Het dier komt uit het geslacht Cercidia. Cercidia prominens werd in 1851 beschreven door Johan Peter Westring.